# Cyathea vittata
Cyathea vittata är en ormbunkeart som beskrevs av Edwin Bingham Copeland. Cyathea vittata ingår i släktet Cyathea och familjen Cyatheaceae. Inga underarter finns listade.